# Denys Arcand
Denys Arcand (Deschambault-Grondines, Quebec, 25 de juny de 1941) és un director de cinema, guionista, actor i productor de cinema quebequès. Cineasta d'estil variat i dilatada carrera, se'l coneix en l'àmbit internacional pels seus dos èxits principals: Le Déclin de l'empire américain i la continuació divuit anys després: Les Invasions barbares.

## Període compromès
L'obra de Denys Arcand segueix la transformació del cinema quebequès. En una primera època, la seva feina es compon de documentals punyents i crítics, a més d'un cinema de ficció profundament arrelat en la realitat social i cultural del Quebec. Se sol considerar el moment més original de la seva producció. La seva tasca en els documentals, perfectament sincronitzada amb la feina a la ONF l'empeny sempre més enllà l'estructura del muntatge. Mitjançant delicats jocs d'opostos, la dialèctica -per exemple, Arcand arriba a demostrar tant les incoherències dels obrers com les injustícies que pateixen- aconsegueix, sense recórrer mai a la narració, presentar sàvies síntesis socials i polítiques. El muntatge dels films és, per aquesta raó menys transparent i naturalista que el dels seus companys a la ONF.

## Període estatunidenc
En una segona època, que se sol anomenar "americana" i que comença amb la decepció pel resultat del referendum per la independència del Quebec el 1980, Arcand tria l'emancipació personal i busca obertament l'èxit. En aquest període roda dues pel·lícules en anglès. En paral·lel, es produeix un important canvi d'estètica. El treball de fotografia i escenografia s'acorda a les normes de Hollywood, tant per la il·luminació com pels enquadraments d'evocacions televisives. Les llargues tirades van veient-se substituïdes per acudits d'una línia. Arcand es posa a fer un cinema amb vocació de consens, amb personatges essencialment burgesos.

## Pel·lícules
- 1962: Seul ou avec d'autres
- 1963: Champlain
- 1964: Les Montréalistes
- 1967: Volleyball
- 1967: Parcs atlantiques
- 1967: Entre la mer et l'eau douce de Michel Brault (guionista)
- 1967: Montréal, un jour d'été
- 1970: On est au coton
- 1972: Québec: Duplessis et après...
- 1972: La Maudite Galette
- 1973: Réjeanne Padovani
- 1975: Gina
- 1975: La Lutte des travailleurs d'hôpitaux
- 1982: Le Confort et l'indifférence
- 1984: Le Crime d'Ovide Plouffe
- 1986: Le Déclin de l'empire américain
- 1989: Jésus de Montréal
- 1991: Montréal vu par... (col·lectiu)
- 1993: De l'amour et des restes humains
- 1996: Joyeux Calvaire
- 2000: Stardom
- 2003: Les Invasions barbares
- 2007: L'Âge des ténèbres
- 2014, Le règne de la beauté
- 2018, La chute de l'empire américain[4]